# Hundsheim
Hundsheim je obec spolkové země Dolní Rakousy, v takzvané Průmyslové čtvrti (Industrieviertel), ležící při hranicích s Burgenlandem, v okrese Bruck an der Leitha.
K 1. lednu 2023 zde žilo 650 obyvatel.

## Sousední obce
Hainburg an der Donau, Bad Deutsch-Altenburg, Wolfsthal, Prellenkirchen, a Edelstal (ležící již v Burgenlandu).

## Historie
Již od pravěku byla tato úrodná oblast osídlená. Byly zde objeveny: unikátní nález lebky nosorožce dvourohého (Stephanorhinus hundsheimensis) z období pleistocénu byl zveřejněn počátkem 20. století. Nástroje člověka vzpřímeného z doby kamenné pocházejí z období asi 800 tisíc let před naším letopočtem.
Ve starověku celý region patřil k římské provincii Panonia, byl východním výběžkem kolonie Carnuntum. Kraj vyplenili kvádové, Avaři a v 10. století Madaři.
První písemně doložená zmínka o obci pochází z roku 1123, kdy byl jako svědek listiny jmenován Regenhart z Hundesheimu. Potvrdil tím existenci svého panského sídla - nížinného románského hradu. Hrad byl zbořen osmanskými Turky při jejich prvním tažení na Vídeň roku 1683, zůstal z něj jen hospodářský dvůr a věž kaple.
Obec byla vypleněna již počátkem třicetileté války roku 1620, kde zde císařské vojsko pod vedením generála Jindřicha Duvala Dampierra svedlo bitvu s uherským vojskem Bethelena Gábora.
Ačkoliv obec leží v takzvané průmyslové oblasti dolního Rakouska (Industrieviertel), její hospodářství bylo vždy zemědělské. Z celkové plochy katastru 13,42 km² zaujímají jednu třetinu lesy, a téměř 60 procent tvoří, pole, louky, vinice a sady.

## Znak
Název obce (česky Psí domov) je odvozen z přídomku pánů z Hundesheimu. V jejich polepšeném erbu byl podle privilegia císaře Ferdinanda I. z roku 1562 bílý pes se zlatým obojkem ve skoku nad zeleným vrchem a v klenotu korunovaný helm s poloviční postavou vyskakujícího psa. Erb graficky upravený na znak obce jí byl propůjčen roku 1978.

## Památky

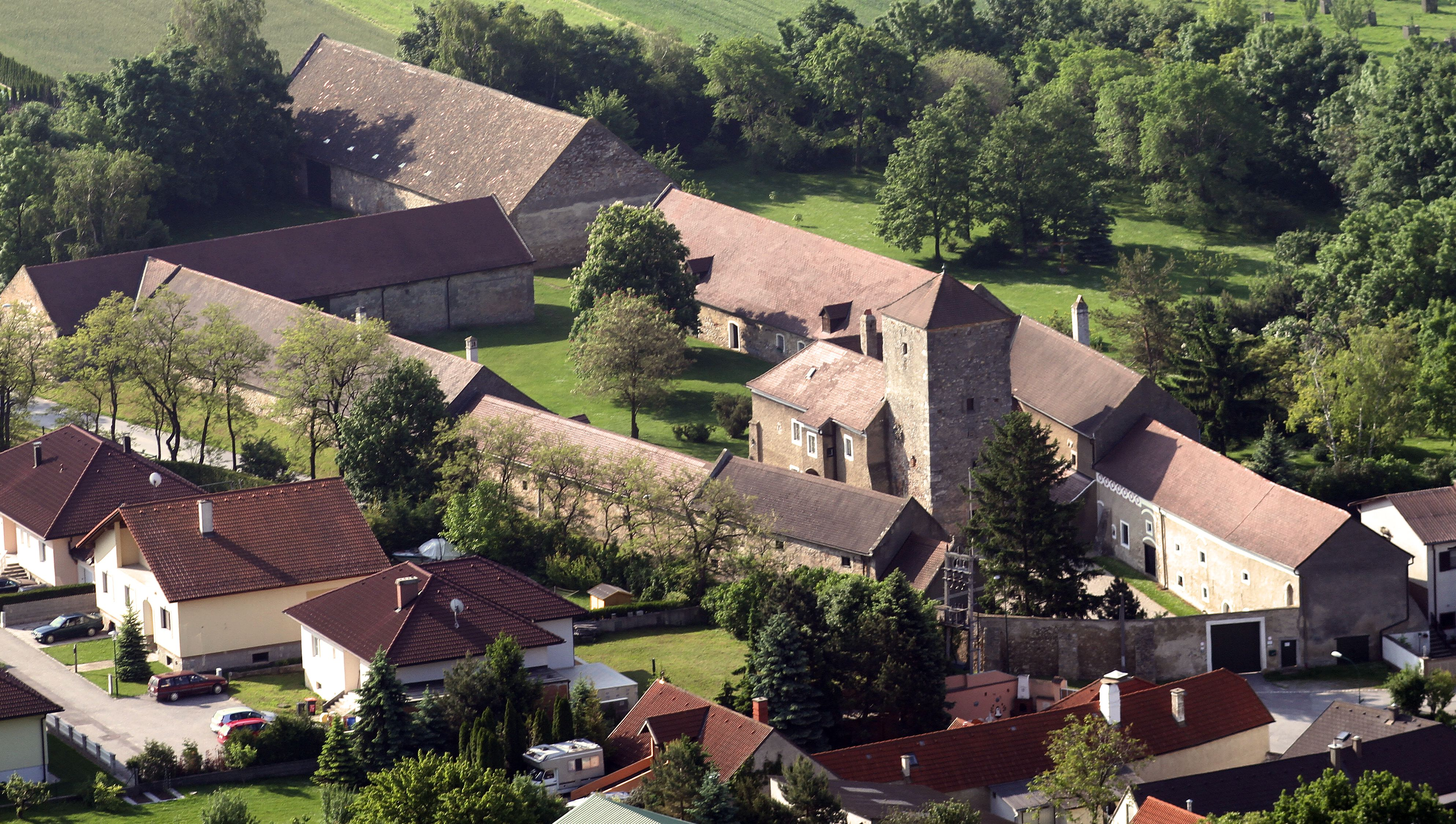
Selský dvůr s věží

- Farní kostel Nejsv. Trojice - založen kolem roku 1300 (závěr), dostavěn roku 1353, mezi lety 1429-1476 filiální ke kostelu v Hainburgu, v 17. století přestavěna loď a kruchta.
- Selský dvůr - původně panské sídlo se středověkou věží kaple
- Hundsheimer Berge (také Hainburger Berge) je masiv vrchů nad obcí v nadmořské výšce 480 m n. m., součást Panonské pánve; chráněná krajinná oblast, táhnoucí se podél Dunaje až k slovenským hranicím.

## Slavní rodáci
- Jaromír Krejcar (1895–1950), český architekt